# Hiệp hội các quốc gia vùng Caribê
Hiệp hội các quốc gia vùng Caribe (Association of Caribbean States, ACS; tiếng Tây Ban Nha: Asociación de Estados del Caribe; tiếng Pháp: Association des États de la Caraïbe) là một hiệp hội cố vấn của các quốc gia tập trung tại Lưu vực Caribe. Nó được thành lập với mục đích thúc đẩy tham vấn, hợp tác và hành động phối hợp giữa tất cả các nước trong khu vực ven biển Caribe. Mục đích chính của ACS là thúc đẩy thương mại lớn hơn giữa các quốc gia, tăng cường giao thông vận tải, phát triển du lịch bền vững và tạo điều kiện cho các ứng phó quy mô và hiệu quả hơn đối với các thiên tai cấp vùng.
Tổ chức này bao gồm 25 quốc gia thành viên và bảy thành viên liên kết. Công ước thành lập ACS được ký vào ngày 24 tháng 7 năm 1994, tại Cartagena, Colombia.

## Mục tiêu
Hiệp hội các quốc gia Caribe nhằm thúc đẩy chủ nghĩa khu vực giữa các quốc gia thành viên. Sự thành công và chức năng của ACS được các học giả tranh luận rất nhiều. Các mục tiêu chính của hiệp hội là "xác nhận khái niệm mới về Lưu vực Caribe bằng cách (A) nhấn mạnh những lợi ích mà các quốc gia Caribe có điểm chung và (B) làm việc để loại bỏ các rào cản còn sót lại từ quá khứ thuộc địa của vùng này."
Tổ chức này tìm cách sử dụng sự gần gũi về địa lý và hợp tác khu vực (chủ nghĩa khu vực) vì lợi thế chính trị và kinh tế đối với nền kinh tế toàn cầu và các khối thương mại như Hiệp định Thương mại Tự do Bắc Mỹ (NAFTA), Liên minh Châu Âu, Liên đoàn Ả Rập, và Hiệp hội Hợp tác Khu vực Nam Á. ACS có bốn lĩnh vực quan tâm riêng biệt: Thương mại, Giao thông vận tải, Du lịch bền vững và Thảm họa tự nhiên. Mỗi bên được một Ủy ban đặc biệt phụ trách, nhóm họp ít nhất hai lần mỗi năm để thảo luận về các vấn đề khu vực hiện tại và dự thảo các hiệp ước.
- Ủy ban Đặc biệt về Phát triển Thương mại và Quan hệ Kinh tế Đối ngoại hoạt động trong nỗ lực tạo ra các hành động kinh tế lớn hơn ở Caribe bằng cách đoàn kết các quốc gia thành viên thông qua hội nhập và hợp tác. Thông qua các diễn đàn hàng năm khác nhau, ACS cố gắng tạo ra sự hợp tác kinh tế nhằm mang lại lợi ích và mở rộng nền kinh tế của khu vực.[3]
- Ủy ban Đặc biệt về Giao thông vận tải làm việc để thúc đẩy Hiệp định Vận tải Hàng không giữa các quốc gia đã phê chuẩn hiệp định. An ninh cho khách du lịch và kiểm soát tội phạm đường không như buôn bán ma túy cũng nằm dưới sự bảo trợ của Ủy ban Đặc biệt về Giao thông vận tải.[3]
- Ủy ban Đặc biệt về Du lịch Bền vững nhằm thúc đẩy du lịch thân thiện với môi trường.[3] Ủy ban thúc đẩy việc sử dụng du lịch bền vững có lợi cho môi trường và đồng thời mang lại lợi ích kinh tế cho khu vực Caribe.
- Ủy ban Đặc biệt về Giảm thiểu Rủi ro Thiên tai nhằm điều phối công tác phòng ngừa và ứng phó với các thảm họa thiên nhiên ở Caribe.[3] Trọng tâm chính của ủy ban này là duy trì tổ chức và cố gắng duy trì khả năng đối phó với thiên tai ở mức cao.

## Đánh giá hiệu suất
Sự thành công của ACS được nhiều học giả cả hai bên tranh luận. Những người cho rằng ACS thành công sẽ chỉ ra nhiều sáng kiến mà liên minh phát triển đã thực hiện, cũng như số lượng thành viên lớn và quan hệ của nó với các tổ chức quốc tế khác như Liên minh châu Âu. Những người cho rằng nó sẽ không thành công lưu ý rằng vào cuối những năm 1990, không giống như CARICOM, ACS đã không thiết lập được một hồ sơ theo dõi đủ xứng đáng để cho phép đánh giá ACS như một liên minh phát triển. Hơn nữa, một số học giả cho rằng ACS khó có thể trở thành một tổ chức thực sự ở cấp độ quốc tế. Những người hoài nghi thường chỉ ra những nỗ lực thất bại khác trong việc xây dựng liên minh kinh tế như Thị trường chung Trung Mỹ (CACM) như một ví dụ về sự bất ổn của khu vực. Ảnh hưởng của NAFTA đối với Caribe vạch ra cuộc đấu tranh trong tương lai của ACS. Tương lai của ACS liên quan đến bán cầu tây là không chắc chắn. "Bất chấp các tuyên bố của các chính phủ về cam kết tự do hóa, các nước Caribe sẽ khó thành công trong việc đưa nền kinh tế của họ lên một nền tảng vững chắc hơn để có thể cạnh tranh hiệu quả."